# Elecciones generales de Italia de 1880
Las elecciones generales se celebraron en Italia entre el 16 y el 23 de mayo de 1880. La Izquierda histórica obtuvo un estrecho triunfo, incluso a pesar de haber sufrido una escisión que provocó la aparición de un tercer grupo parlamentario, la Izquierda disidente.

## Carrera electoral
La Izquierda histórica fue dirigida Agostino Depretis, el Presidente del Consejo de Ministros de Italia durante mucho tiempo, y por Benedetto Cairoli, quien fue presentado como candidato a Presidente del Consejo de Ministros en esta elección. El bloque de la Derecha histórica fue conducido por Marco Minghetti, un político conservador y ex primer ministro, de Bolonia.
Un tercer grupo parlamentario de gran tamaño fue la izquierda disidente, compuesta por antiguos miembros de la izquierda, que estaban en contra de la alianza con la derecha. También conocido como La Pentarchia (La Pentarquía), su principal líder fue Giuseppe Zanardelli, de Brescia.
El grupo de la Izquierda histórica emergió como el más grande en el parlamento, aunque los disidentes izquierdistas ganaron 119 de los 508 asientos, convirtiéndose en el tercer grupo parlamentario. Sólo 621.896 hombres de una población total de alrededor de 29 millones de personas tenían derecho a votar. Benedetto Cairoli fue confirmado como primer ministro por el rey Humberto I.

## Partidos y líderes
| Partido | Partido             | Ideología                     | Líder               |
| ------- | ------------------- | ----------------------------- | ------------------- |
|         | Izquierda histórica | Liberalismo, Centrismo        | Agostino Depretis   |
|         | Derecha histórica   | Conservadurismo, Monarquismo  | Marco Minghetti     |
|         | Izquierda disidente | Progresismo, Socioliberalismo | Giuseppe Zanardelli |

## Resultados
|  | 40,75 % |

|  | 37,88 % |

|  | 19,66 % |

|  | 1,71 % |

|  | 96,96 % |

|  | 3,04 % |

|  | 100 % |

|  | 59,46 % |